# Bund (Textil)

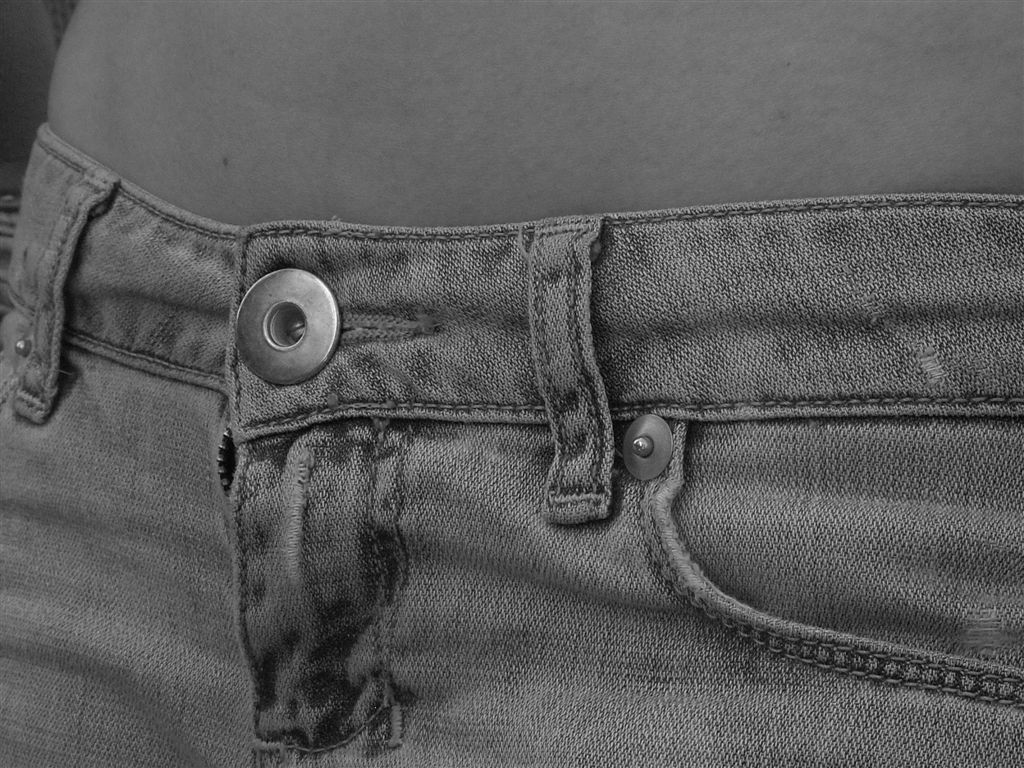
Bund einer Jeanshose

Der Bund bezeichnet in der Textilverarbeitung den Saumabschluss einer Hose (Hosenbund) oder eines Rocks in der Taille durch einen textilen Streifen oder ein Gurtband. Davon abgeleitet spricht man von Bündchen (regional auch Stiezerl bzw. Stitzerl) bei der textilen Einfassung von Ärmeln, Halsausschnitten und Sporthosen.

## Bund
Der Bund kann sowohl angenäht bzw. angesetzt wie auch angeschnitten sein. Bei einem angesetzten Bund wird die Naht Bundnaht genannt. Hierbei wird ein zugeschnittener Bundstreifen an Vorder- oder Hinterhose bzw. Vorder- oder Hinterrock angesetzt. Beim angeschnittenen Bund wird die Breite beim Zuschnitt berücksichtigt, sodass die Bundnaht entfällt. Ebenso ist eine Kombination aus beiden Verfahren möglich.
Der Bundumfang ist ein Körper- und Tabellenmaß zur Ermittlung des Taillenumfangs.

## Bündchen

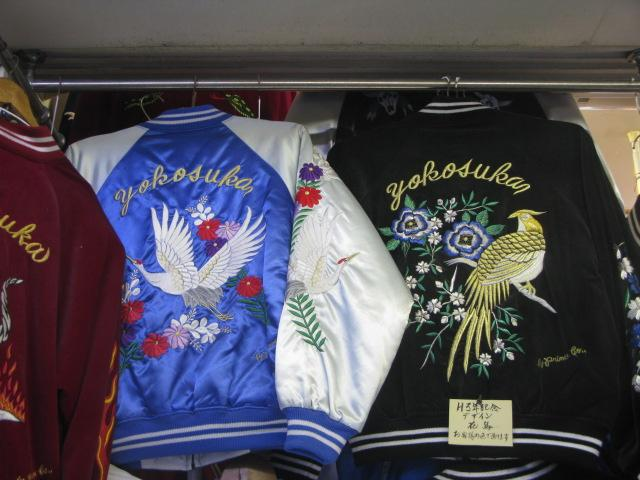
Blousons mit gestreiften Bündchen an Taille, Ärmeln und Kragen, Japan, 2007

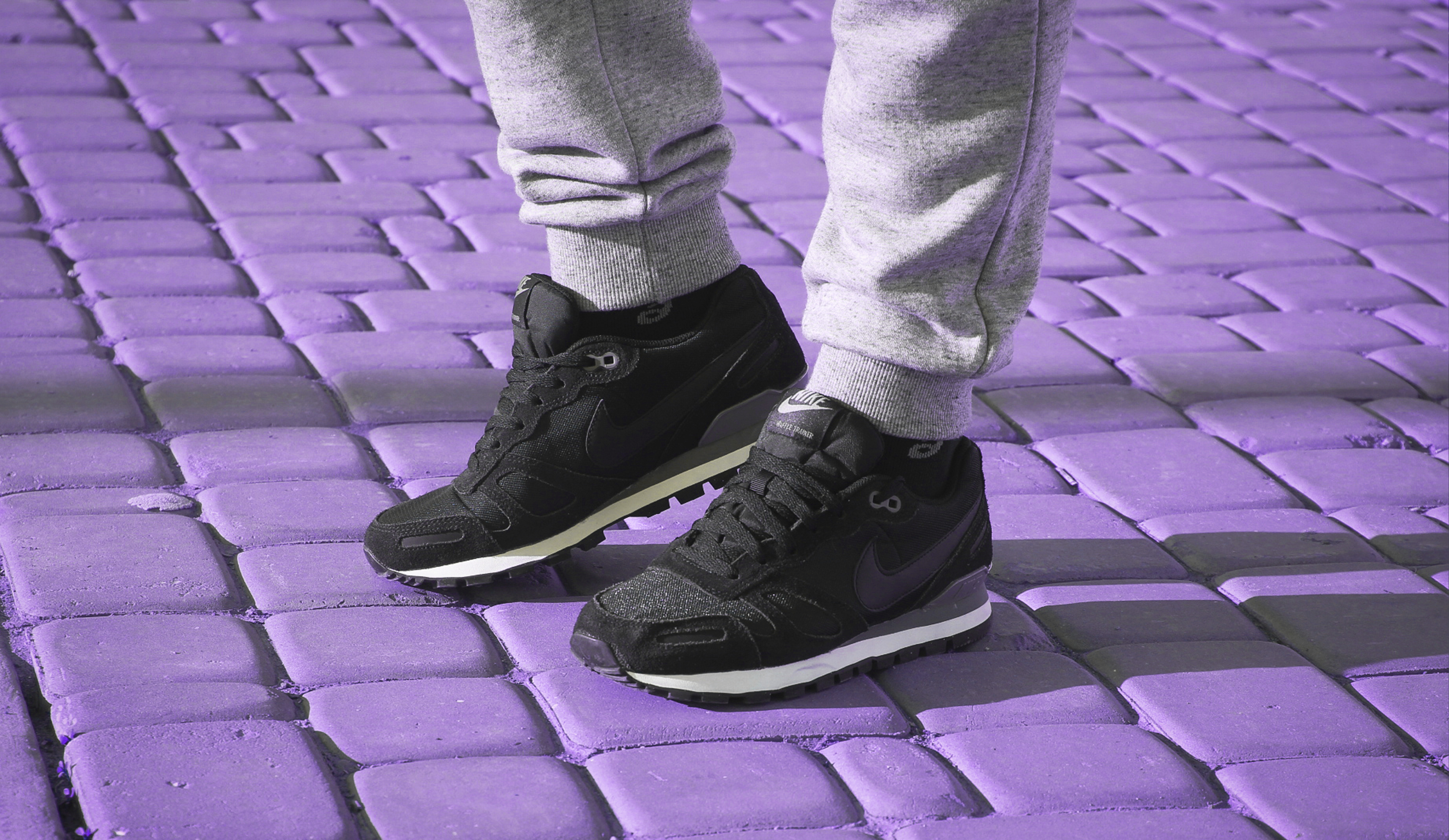
Bündchen an einer Jogginghose, Marokko, 2017

Insbesondere bei Sweatshirts, Pullovern und Blousons schließen die Ärmel und die Taille, bei Jogginghosen, Jogging-Jeans und Pumphosen die Hosenbeine oft mit einem (Strick-)Bündchen ab. Bei Jogginghosen sind Bündchen oft aus dem gleichen Oberstoff hergestellt und oft mit einem Tunnelbund versehen. Strickbündchen bestehen aus sogenanntem Bündchenstoff oder Bündchenware, einem Baumwolle-Elastan-Gemisch. Als faules Bündchen wird ein schneller Saumabschluss mit dem Saum des Oberstoffs genannt, der am Ende wie ein angenähtes Bündchen aussieht.
Auch Stricksocken schließen beinwärts mit einem Bündchen ab. 

## Etymologie
Das Wort Bund leitet sich ab vom Verb binden. Im Frauenzimmer-Lexicon von 1715 heißt es: „bund am hembde, heisset derjenige schmahle und doppelt eingeschlagene streiff, wodurch die mannes=hembden oben am halß, die weiber=hembden aber an dem schurtz in ihren falten zusammen gehalten werden“.